# Hans Kundt
Hans Kundt foi um oficial militar alemão de uma família de oficiais militares. Ele foi a principal figura militar da Bolívia durante as duas décadas anteriores à Guerra do Chaco, baseando-se nos padrões do exército da Prússia.